# Mỏ bạc châu Phi
Mỏ bạc châu Phi, tên khoa học Euodice cantans, là một loài chim trong họ Estrildidae.

## Phân loài
- E. c. cantans
- E. c. inornata
- E. c. orientalis